# 中華人民共和國第十一屆全運會水球比賽
中華人民共和國第十一屆全運會水球比賽於2009年10月16日至27日在山东省体育中心游泳馆舉行。比賽設有男女子兩個項目，其中女子水球為本屆比賽新增項目。

## 獎牌分佈情況
| 項目     | 金牌                                                                                          | 银牌                                                                                    | 铜牌                                                                                    |
| 男子水球 | 張俊龍 陳景豪 韓志東 黃銓華 梁仲興 潘寧 鍾振財 王洋 張錦熾 伍時毅 謝俊敏 張楚峰 郭均良 (廣東) | 翟佳京 吳志宇 王用 王貝銘 邱元忠 馬建軍 陸磊 劉思維 李斌 桂繼業 葛偉青 朱駿逸 (上海)    | 胡騫藝 周紅 譚飛虎 李倫 李俊 蔣波 李丹 賀世平 戴偉慶 陳熙 陳繼龍 李斌 蔣小勇 (湖南)     |
| 女子水球 | 张潈 张蕾 楊珺 徐露 滕飛 孫雅婷 劉萍 何金 高翱 常怡 孫玉君 朱雅婧 (天津)                      | 陳靜 韋機靈 王瑩 王毅 王玲 牛冠男 馬歡歡 蔣佳佳 陳媛 許靜林 王杜娟 馮科良 莫鳳敏 (廣西) | 鄭旭 李舒薇 朱家宜 張揚 張夢洋 席月亮 唐琪 劉墨涵 譚穎 孫惠子 施璐 喬蕾穎 劉夢婕 (四川) |

## 獎牌榜
| 名次 | 代表團 | 金牌 | 銀牌 | 銅牌 | 總數 |
| ---- | ------ | ---- | ---- | ---- | ---- |
| 1    | 天津   | 2    | 0    | 0    | 2    |
| 1    | 廣東   | 2    | 0    | 0    | 2    |
| 3    | 廣西   | 0    | 2    | 0    | 2    |
| 3    | 上海   | 0    | 2    | 0    | 2    |
| 5    | 四川   | 0    | 0    | 2    | 2    |
| 5    | 湖南   | 0    | 0    | 2    | 2    |
| 總計 | 總計   | 4    | 4    | 4    | 12   |